# Caja negra (película)
 Caja negra es una película de Argentina filmada en colores dirigida por Luis Ortega sobre su propio guion que se estrenó el 15 de agosto de 2002 y tuvo como actores principales a Dolores Fonzi, Eugenia Bassi y Eduardo Couget.

## Sinopsis
Un hombre sale de la cárcel con problemas físicos y sicológicos, se encuentra con su hija, una jovencita trabaja en una tintorería y cuida a su abuela, y debe hospedarse en un hogar del Ejército de Salvación.

## Reparto
Participaron del filme los siguientes intérpretes:
- Dolores Fonzi ...Dorotea
- Eugenia Bassi...Abuela
- Eduardo Couget...Padre
- Silvio Bassi...Silvio
- Mariano Maradei
- Oscar Bangertef

## Comentarios
Diego Battle en La Nación escribió:

”…los principales atributos de esta ópera prima …una gran sensibilidad humana, un lirismo no premeditado, un universo propio y genuino y una mirada despojada de prejuicios y con una singular capacidad para registrar esos pequeños grandes instantes mágicos que afloran cuando menos se los espera”.

Juan Carlos Fontana en La Prensa escribió:

”Emoción que cautiva y atrapa al espectador, un poema fílmico que se recibe a través de los sentidos”.

Manrupe y Portela opinaron:

”…sorprende por su manera de contar un momento de vida, y las relaciones intergeneracionales. La chica y su relación con su padre y la anciana que cuida, están despojadas de artificio y se acercan bastante a la realidad”.

## Premios y nominaciones
Festival Internacional de Cine de Mar del Plata 2002 <manrupe2/>
- Nominada al Premio a la Mejor Película de la competencia internacional
- Ganadora de un Premio Especial del Jurado
- Ganadora de una mención especial de la OCIC

Asociación de Cronistas Cinematográficos de la Argentina Premios Cóndor 2003
- Nominada al Premio a la Mejor Ópera Prima
- Dolores Fonzi, nominada al Premio a la Mejor Actriz
- Eduardo Couget, nominado al Premio a  la Mejor Revelación Masculina

Festival Internacional de Cine de Friburgo 2003
- Ganadora del Premio Don Quixote
- Luis Ortega, ganador del Premio E-Changer
- Luis Ortega, ganador del Premio SAS al mejor guion
- Luis Ortega, ganador del Premio Especial del Jurado
- Luis Ortega, nominado al Gran Premio

Festival Internacional de Cine Mannheim-Heidelberg 2002
- Luis Ortega, ganador de una Mención Especial

Festival Internacional de Cine de Miami 2003
- Ganadora del Premio Especial del Jurado en la competencia internacional de películas dramáticas.

Festival Internacional de Cine de Viña del Mar 2002
- Nominada al Grand Premio Panoa a la Mejor Película Internacional
- Dolores Fonzi nominada al Premio al Mejor Vestuario

## Otras exhibiciones
La película fue exhibida en la sección Made in Spanish en la edición del 2002 del Festival Internacional de Cine de San Sebastián 2002.